# Pla de la Serra (Cabdella)
El Pla de la Serra és una plana de muntanya del terme municipal de la Torre de Cabdella, en el seu terme primigeni, al Pallars Jussà.
Està situat dalt de la muntanya al nord-oest del poble de Cabdella, al vessant sud-oriental del Pic de l'Espada, a l'esquerra de la vall del riu de Riqüerna.